# Genophantis iodora
Genophantis iodora là một loài bướm đêm thuộc họ Pyralidae. Nó là loài đặc hữu của Kauai, Oahu, Molokai và Hawaii.
Sải cánh dài 22–27 mm. Khi lớn chúng có màu sắc và hoa văn. Ấu trùng ăn Euphorbia celastroides và Euphorbia clusiaefolia.